# Ydris: kniha první
Ydris 1 je první částí knihy Ydris ze série Odkaz tastedarů od českých spisovatelů Květoslava Höniga a Ondřeje L. Hrabala. Vydalo ji nakladatelství Nugis Finem v květnu 2017.

## Příběh
Kniha sleduje vícero dějových linií.
Doposud vládnoucí rod Zanfree čelí převratu a do krvavých střetů o moc se přidávají další a další hráči. Trůnu se ujímá Orseon Delran a v jeho rukou nyní leží osud země. Leč není jediným, kdo chce tkát látku dějin. Ne všechny rody se jeho vládě hodlají poddat bez boje. Orseonovu mysl také trápí uprchlí Acrel a Artianas z rodu Zanfree, potomci svrženého krále, kteří se ztratili neznámo kam.
Ze všech jsou to pouze rytíři Bratrstva a Stříbrné kněžky, kteří stojí neotřeseni, pilíře moci a jistoty v bažině chaosu, strhávající slabé pod dusivé bláto. Jen čas ukáže, zdali meče Bratrů a magie čarodějek dokáží odolat šířící se temnotě.
Mezitím se v hlavním městě schyluje k válce nočních cechů. A Wrael, prohnaný loutkář, tančí po jejím bitevním poli - po ulicích. Ze stínů tahá za špagáty svých loutek a s potměšilým úsměvem na tváři je nechává skákat, jak se mu zlíbí. Je to muž, jehož motivy nikdo nezná. Muž, který ví snad o všem, co se ve městě děje. Za jeho vědomosti platí cechmistři zlatem. A nejen oni. Pro Wraela má nový úkol také správce města, který jej nechá sledovat podezřelou bělovlasou ženu.
A daleko za hranicemi království, za Bílými horami, v zemi zvané Waleyrská divočina, se mladý barbar probouzí z neustále se opakujících vidění. Jen tři z nich si však dokáže s procitnutím vybavit - zasněžený průsmyk vysoko v Bílých horách, majestátní chrámovou stavbu z kamene a v neposlední řadě… bělovlasou ženu.

## Shrnutí děje

### Saerlina
Kněžka Saerlina přijíždí do hlavního města, Nae≈Ydris, a vykrádá hrobky pod Chrámem. Pronikne skrze magické ochrany Ralovy hrobky a ukradne z ní meč Úsvit. Slíbila totiž Wylmiře, že ho předá barbarovi, který si má pro meč údajně dojít.
Na stopě jsou Saerlině rytíři Bratrstva, kteří ji konfrontují a ona je zabíjí, čímž se stává odpadlicí. Zatímco uniká zákonu, snaží se dostat do Xelmarovy hrobky – k tajemstvím tohoto mrtvého mága. Velmistr Bratrstva posílá pro Farengara, aby Saerlinu přijel vypátrat a zabít.
Aknarův cech kontaktuje Saerlinu, žádá o její pomoc v nadcházející válce cechů. Saerlina odmítá. Wrael následně ukradne Saerlině Úsvit a krádež svede na Aknara. Saerlina se tedy snaží cechmistra během Slavnosti mečů zabít.

### Rorn
Jeho sny pronásledují vidiny Avirie a bělovlasé ženy, navštěvuje tedy vědmu Posedlou, na jejíž radu se do Avirie vydává. Nejprve dorazí do Iamaldiru, kde pozná Mearil a ulehne s Laenou. Poté navštěvuje Wylmiru, která jej nasměruje k Saerlině do Nae≈Ydris a také mu ukáže další vize. Laena Rornovi koupí koně a lepší výzbroj, neboť Wylmira tvrdí, že tento barbar dokáže zachránit Laeninu sestru Saerlinu.
Rorn cestuje do hl. města a po cestě potkává Farengara, který tam má rovněž namířeno. Ani jeden neví, že úkol jich obou je najít Saerlinu. Společně do města dorazí a zde se rozdělí.
Rorn pátrá po Saerlině, o čemž se dozví Wrael a barbara ke kněžce dovede. Rorn se poznává se Saerlinou, spolu se rozhodnout získat od Aknara Úsvit – vtrhnou do jeho sídla.

### Wrael
Wrael sleduje na Vilmarovu žádost Saerlinu, dozvídá se, že je to odpadlice a vykrádá hrobky pod Chrámem.
Cechmistr Aknar nabízí Wraelovi, ať se přidá do jeho cechu a pomůže mu vyhrát nadcházející cechovní válku. Aknar s podtónem výhrůžky dává najevo, že ví o Wraelově pravé identitě a jeho matce, která se léčí v Emeresových Lázních. To upevní Wraelovo rozhodnutí Aknara zničit. Brzy nato se dozvídá, že Aknar chtěl na svou stranu přibrat Saerlinu, ale ona odmítla. Wrael tedy kněžce ukradne Úsvit a meč věnuje Aknarovi. Jakmile tento podvod Aknar odhalí, nechá unést Nefrael i jejího bratra. Když se o tom Wrael dozvídá, běží pro pomoc k Vilmarovi, ten však odmítá. Wrael tedy infiltruje Aknarovo sídlo, aby Nefrael a jejího bratra osvobodil. Ve stejnou dobu na sídlo zaútočí Saerlina s Rornem. Nefrael umírá a Wrael přičítá vinu mimo jiné také Saerlině, která Nefrael nepomohla. Saerlina se zase dozvídá, že meč jí ukradl Wrael. Nehledě na své rozpory musí spojit síly, aby měli šanci Aknara porazit a získat Úsvit. Uzavírají tedy spojenectví. Jakmile dosáhnou svého, jsou odhodláni toho druhého zabít.

### Laena a Mearil
Mearil se od Rorna dozvídá o smrti svého otce, který byl členem karavany přepadené barbary.
Laena připravuje Mearil na její blížící se kněžské zkoušky.
Laena přihlásí sebe a Mearil na odvetnou výpravu, která má pomstít přepadenou karavanu a zajistit bezpečný průchod skrze Bílé hory. K výpravě se neočekávaně přihlásí i Wylmira.

### Acrel a Narelien
Hrad Kruun je přepaden a současný král i s královnou zabiti. Jejich syn Avarnes a dcera Acrel unikají s tělesným strážcem Galdorem z města a zamíří na východ, aby se oklikou dostali ke svému rodu na severu. Po cestě jsou však přepadeni bandity – Avarnes a Galdor umírají, a tak Acrel pokračuje dál sama.
V hospodě potkává Nareliena, který cestuje do hlavního města na Slavnost mečů. Acrel jede s ním, aby pohřbila své blízké. Po cestě naráží na přeživší bandity a Acrel zatáhne Nareliena do boje. Společně bandity zabijí. Narelien se záhy dozvídá, kým Acrel je, a okamžitě obrací zpět na východ, aby je oba dostal do bezpečí. Má v plánu doprovodit Acrel do Bílé pevnosti, kde sídlí její děd.
Po cestě se dozvídají o pochodu vojska rodu Madren, které mohlo táhnout jedině na sever, dobýt Bílou pevnost. Narelien proto nabídne Acrel azyl u své rodiny. Cestují tedy k Narelienovi domů do Hary, kde se dozvídají, že jeho otec odešel do války. Rovněž se dozví o problémech ve vesnici Mezilesí, kterou terorizuje tlupa banditů. Vyrazí i s oddílem vojáků do vesnice.
Narelien se zbrojnoši zamíří do Ostrých skal, kde mají bandité skrýš, najde je však všechny povražděné nějakou nestvůrou. Vrací se proto do Hary a požádá místního komorníka Bratrstva o posilu v podobě zkušených rytířů řádu.

### Orseon
Po dobytí Kruunu Orseon i s bratrem zabijí svého sadistického otce, přičemž Orseon se pak ujímá vlády. Řídí rozpoutanou rodovou válku a účastní se zasedání Rady hlavního města. Následně doráží do Nae≈Ydris i jeho rodina a on je korunován za krále Avirie.

### Tajša, Darhen a Narthors
Když se dozvědí o Rornově odchodu do Avirie, rozhodnou se vydat za ním, aby ho bezpečně doprovodili zpět domů.

## Klíčové postavy
- Acrel Zanfree – bývalá princezna, dcera svrhlého krále
- Aknar – hlava nočního cechu Masky
- Erindel Vraní oko – tastedar, zakladatel rytířského řádu Bratrstva
- Farengar – lovec odpadlic, člen řádu Bratrstva
- Laena – čarodějka, učitelka v Iamaldiru, Saerlinina sestra
- Mearil – čarodějka, Laenina žačka
- Narelien – syn domu Wyrn, Acrelin společník
- Nefrael – šenkýřka v Žíznivém džbánu, Wraelova kamarádka
- Ordak Železná pěst – vůdce městské stráže Nae≈Ydris
- Orseon Delran – nový král
- Ral Khąrąr – Erindelův syn, poslední vlastník Erindelova meče Úsvit
- Rorn – Waleyran
- Saerlina – čarodějka, odpadlice
- Tajša, Darhen, Narthros – Rornova sestra a přátelé
- Vilmar – Správce Nae≈Ydris, hlavního města
- Wrael – špeh a informátor
- Wylmira – tastedarka, vědma a čarodějka pobývající v Iamaldiru

## Klíčová místa
- Avirie (Skrytá země) – země ležící na severovýchodě Enevris.
- Crusferanský hvozd – rozsáhlé lesy tvořící západní hranici Avirie.
- Denerie – rozsáhlá země jižně od Avirie; odsud přišly denerijské kmeny společně s aviry a tastedary do Avirie.
- Enevris – kontinent, na kterém se odehrává sága.
- Iamaldir – sídlo řádu Stříbrných kněžek.
- Nae≈Ydris – hlavní město Avirského království.
- Talhar – temné pohoří, které se nachází na jihu Avirie.
- Waleyrská divočina – země severozápadně od Avirie, oddělené od ní Bílými horami.